# Les Magny
Les Magny ist eine Gemeinde im französischen Département Haute-Saône in der Region Bourgogne-Franche-Comté.

## Geographie
Les Magny liegt auf einer Höhe von 280 m über dem Meeresspiegel, drei Kilometer südlich von Villersexel und etwa 24 Kilometer ostsüdöstlich der Stadt Vesoul (Luftlinie). Das Dorf erstreckt sich in der Ebene von Villersexel, in der Niederung des Ruisseau de Peute-Vue im Einzugsgebiet des Ognon, am Nordrand der Hügellandschaft zwischen den Tälern von Ognon und Doubs.
Die Fläche des 11,46 km² großen Gemeindegebiets umfasst einen Abschnitt des Flachlandes bei Villersexel. Der Hauptteil des Gebietes wird von der breiten Niederung des Ruisseau de Peute-Vue eingenommen, die durchschnittlich auf 280 m liegt. Der Bach durchquert das Gebiet von Osten nach Westen und sorgt für die Entwässerung zum Ognon. Nach Norden reicht der Gemeindeboden auf ein Plateau (rund 300 m über dem Meeresspiegel), das aus Muschelkalk besteht. Es ist überwiegend von Acker- und Wiesland bestanden. Im Westen bildet der Ognon die Grenze, der hier durch eine breite Talebene mäandriert. Nach Süden erstreckt sich das Gemeindeareal über das meist flache Land mit dem ausgedehnten Forst Les Grands Bois bis an den Bachlauf des Bief d'Auta, eines weiteren linken Zuflusses des Ognon. Ganz im Süden steigt das Gelände zum Höhenrücken des Bois du Chanoi an, auf dem mit 387 m die höchste Erhebung von Les Magny erreicht wird.
Die Gemeinde Les Magny besteht aus zwei Ortsteilen:
- Le Grand-Magny (280 m) am Ruisseau de Peute-Vue nördlich des Bois du Chanoi
- Le Petit-Magny (275 m) am Ruisseau de Peute-Vue nördlich der Grands Bois

Nachbargemeinden von Les Magny sind Villersexel und Villers-la-Ville im Norden, Mélecey und Fallon im Osten, Abbenans und Cubry im Süden sowie Pont-sur-l’Ognon und Autrey-le-Vay im Westen.

## Geschichte
Im Mittelalter gehörte das Gebiet von Les Magny zur Herrschaft Villersexel. Zusammen mit der Franche-Comté gelangten Le Petit-Magny und Le Grand-Magny mit dem Frieden von Nimwegen 1678 definitiv an Frankreich. Seit der Zeit der Französischen Revolution bilden die beiden Ortschaften die Gemeinde Les Magny. Seit 2000 ist Les Magny Mitglied des 33 Ortschaften umfassenden Gemeindeverbandes Pays de Villersexel.

## Sehenswürdigkeiten

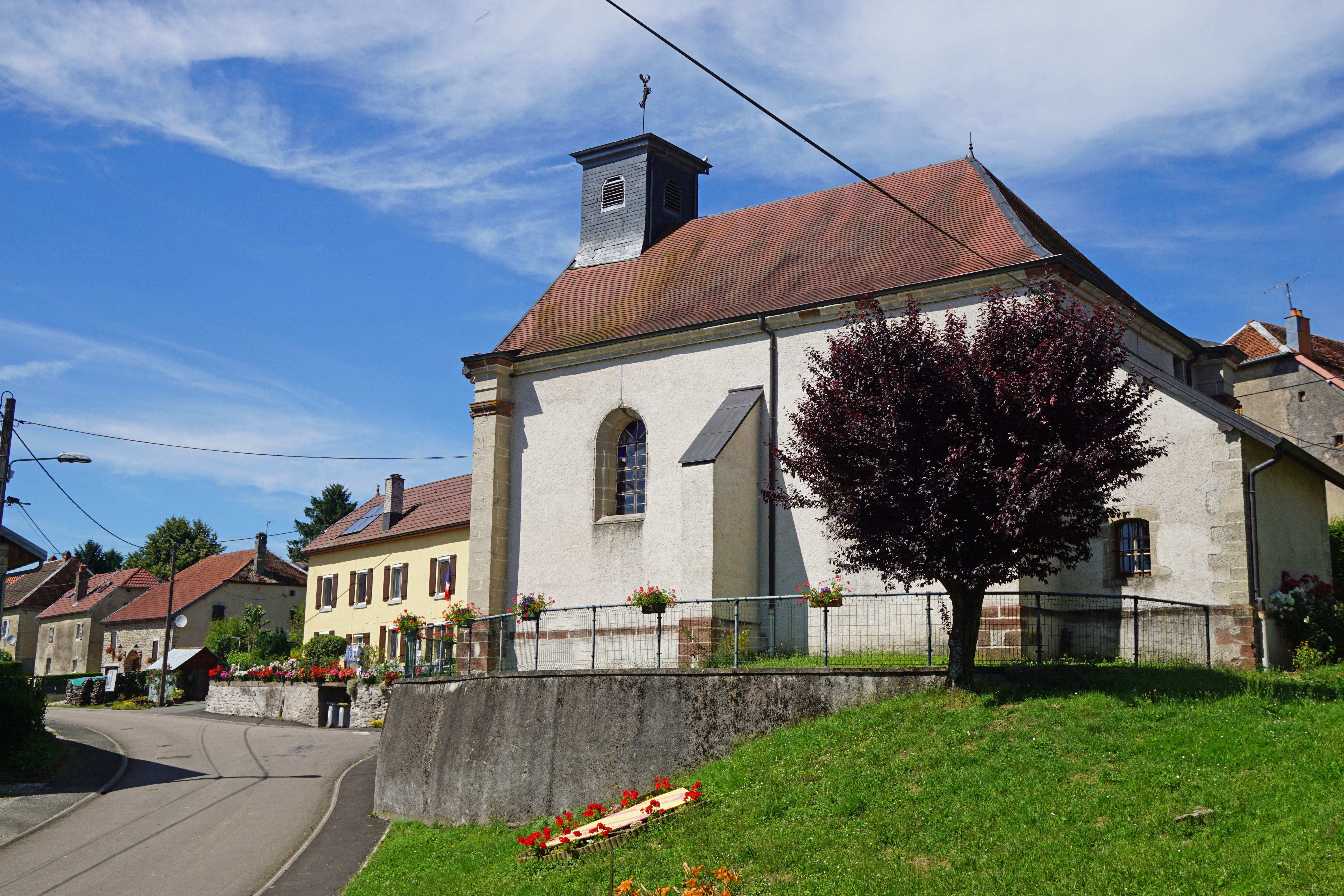
Kirche Notre-Dame de la Nativité

In Le Grand-Magny steht die Kirche Notre-Dame de la Nativité, die im 17. Jahrhundert erbaut wurde. Der Ort ist geprägt durch zahlreiche Häuser aus dem 17. bis 19. Jahrhundert im charakteristischen Stil der Haute-Saône. Ebenfalls in Le Grand-Magny befinden sich die Mairie (Rathaus) und ein Lavoir von 1831, das einst als Brunnen, Waschhaus und Viehtränke diente.

## Bevölkerung
| Jahr                       | 1962 | 1968 | 1975 | 1982 | 1990 | 1999 | 2016 |
| Einwohner                  | 162  | 141  | 147  | 131  | 125  | 120  | 139  |
| Quellen: Cassini und INSEE |      |      |      |      |      |      |      |

Mit 146 Einwohnern (1. Januar 2022) gehört Les Magny zu den kleinsten Gemeinden des Départements Haute-Saône. Nachdem die Einwohnerzahl in der ersten Hälfte des 20. Jahrhunderts deutlich abgenommen hatte (1881 wurden noch 338 Personen gezählt), wurden seit Beginn der 1970er Jahre nur noch geringe Schwankungen verzeichnet.

## Wirtschaft und Infrastruktur
Les Magny war bis weit ins 20. Jahrhundert hinein ein vorwiegend durch die Landwirtschaft (Ackerbau, Obstbau und Viehzucht) und die Forstwirtschaft geprägtes Dorf. Daneben gibt es heute einige Betriebe des lokalen Kleingewerbes. Mittlerweile hat sich das Dorf auch zu einer Wohngemeinde gewandelt. Viele Erwerbstätige sind deshalb Wegpendler, die in den größeren Ortschaften der Umgebung ihrer Arbeit nachgehen.
Die Ortschaft liegt abseits der größeren Durchgangsachsen an einer Departementsstraße, die von Villersexel nach Fallon führt. Weitere Straßenverbindungen bestehen mit Villers-la-Ville, Autrey-le-Vay und Pont-sur-l'Ognon.